# 1901 год в кино

## События
- Томас Эдисон закрывает «первую американскую киностудию» «Black Maria».

## Фильмы
- «Беглецы из Шарантона» (фр. Les échappes de Charenton), Франция (реж. Жорж Мельес).
- «Блудный сын» (фр. L'Enfant Prodigue), Франция (реж. Фернан Зекка).
- «Большой глоток» (англ. The Big Swallow), Великобритания (реж. Джеймс Уильямсон).
- «Буря в спальне» (фр. Une tempête dans une chambre à coucher), Франция (реж. Фернан Зекка).
- «Держи вора!» (англ. Stop Thief!), Великобритания (реж. Джеймс Уильямсон).
- «Дилемма художника» (англ. The artist's dilemma), США (реж. Эдвин Портер).
- «Другая работа для Андертейкера» (англ. Another job for the Undertaker), США (реж. Эдвин Портер).
- «Идиллия в туннеле» (фр. Une idylle sous un tunnel), Франция (реж. Фернан Зекка).
- «История одного преступления» (фр. Histoire d’un crime), Франция (реж. Фернан Зекка).
- «Кадры инаугурации президента Мак-Кинли» (англ. President McKinley inauguration footage), США (реж. Томас Эдисон).
- «Камо грядеши?» (фр. Quo vadis?), Франция (реж. Фернан Зекка).
- «Конец Бриджит Маккин» (англ. The Finish of Bridget McKeen), США (реж. Эдвин Портер).
- «Красная шапочка» (фр. Le petit chaperon rouge), Франция (реж. Жорж Мельес).
- «Маленький доктор» (англ. The Little Doctors), Великобритания (реж. Джордж Смит).
- «Неожиданный нокаут» (англ. An Unexpected Knockout), США (реж. ?, American Mutoscope Company).
- «Опытное вождение» (англ. Expert Driving), США (реж. ?).
- «Освоение воздуха» (фр. À la conquête de l'air), Франция (реж. Фернан Зекка).
- «Подводная драма» (фр. Un drame au fond de la mer), Франция (реж. Фернан Зекка).
- «Пожар» (англ. Fire!), Великобритания (реж. Джеймс Уильямсон).
- «Прибытие тонкинского поезда» (англ. Arrival of Tongkin train), США (реж. ?, American Mutoscope Company).
- «Синяя борода» (фр. Barbe-bleue), Франция (реж. Жорж Мельес).
- «Скрудж, или Призрак Марли» (англ. Scrooge; or Marley's Ghost), Великобритания (реж. Уолтер Буф).
- «Снос и возведение Звёздного Театра» (англ. Demolishing and Building Up the Star Theatre), США (реж. Фредерик С. Эрмитаж (англ. Frederick S. Armitage)).
- «Соотечественник впервые смотрит движущиеся картинки» (англ. The Countryman and the Cinematograph), Великобритания (реж. Уильям Поль).
- «Странные дислокации» (фр. Dislocations mystérieuses), Франция (реж. Жорж Мельес).
- «Человек с резиновой головой» (фр. L'homme à la tête de caoutchouc), Франция (реж. Жорж Мельес).
- «Через замочную скважину» (фр. Par le trou de serrure), Франция (реж. Фернан Зекка).
- «Что случилось на 23-й улице в Нью-Йорке» (англ. What happened on Twenty-third street, New York City), США (реж. Джордж Флеминг и Эдвин Портер).

## Родились
- 14 января — Биби Даниелс, американская актриса, певица, танцовщица и продюсер (умерла в 1971 году).
- 24 января — Михаил Ромм, советский кинорежиссёр, сценарист, педагог, театральный режиссёр (умер в 1971 году).
- 25 января — Милдред Даннок, американская актриса (умерла в 1991 году).
- 1 февраля — Кларк Гейбл, американский актёр (умер в 1960 году).
- 6 февраля — Бен Лион (англ. Ben Lyon), американский актёр (умер в 1979 году).
- 9 февраля — Брайан Донлеви, американский актёр британского происхождения (умер в 1972 году).
- 10 февраля — Стелла Адлер, американская актриса и театральный педагог (умерла в 1992 году).
- 16 февраля — Честер Моррис, американский актёр (умер в 1970 году).
- 22 февраля — Кен Дж. Холл (англ. Ken G. Hall), австралийский режиссёр (умер в 1994 году).
- 25 февраля — Зеппо Маркс (англ. Zeppo Marx), американский актёр (умер в 1979 году).
- 28 февраля — Сильвия Филд (англ. Sylvia Field), американская актриса (умерла в 1998 году).
- 27 марта — Карл Баркс, художник-иллюстратор (умер в 2000 году).
- 5 апреля — Мелвин Дуглас, американский актёр (умер в 1981 году).
- 9 апреля — Пол Уиллис (англ. Paul Willis), американский актёр (умер в 1960 году).
- 7 мая — Гэри Купер, американский актёр (умер в 1961 году).
- 21 мая — Сэм Джаффе (англ. Sam Jaffe), режиссёр, сценарист, продюсер (умер в 2000 году).
- 3 июня — Морис Эванс, британский актёр театра, кино и телевидения (умер в 1989 году).
- 6 июня — Вера Корин, французская актриса театра и кино, режиссёр (умерла в 1996 году).
- 22 июня — Нонтон Уэйн (англ. Naunton Wayne), британский актёр (умер в 1970 году).
- 29 июня — Нельсон Эдди (англ. Nelson Eddy), американский певец и актёр (умер в 1967 году).
- 29 июня — Фрида Инескорт, британская актриса (умерла в 1976 году).
- 7 июля — Витторио Де Сика, итальянский режиссёр и актёр (умер в 1974 году).
- 24 июля — Игорь Ильинский, советский актёр, режиссёр театра и кино (умер в 1987 году).
- 28 июля — Руди Вэлли, американский актёр и певец (умер в 1986 году).
- 2 августа — Сергей Блинников, советский актёр театра и кино, театральный режиссёр, педагог (умер в 1969 году).
- 4 августа — Луи Армстронг, американский музыкант, актёр (умер в 1971 году).
- 9 августа — Чарльз Фаррелл, американский актёр (умер в 1990 году).
- 13 августа — Борис Чирков, советский актёр театра и кино, педагог (умер в 1982 году).
- 5 сентября
  - Флоренс Элдридж (англ. Florence Eldridge), американская актриса (умерла в 1988 году).
  - Пьер Бост, французский писатель, журналист и сценарист (умел в 1975 году).
- 12 сентября — Бен Блу (англ. Ben Blue), американский актёр канадского происхождения (умер в 1975 году).
- 25 сентября — Робер Брессон, французский кинорежиссёр и сценарист (умер в 1999 году).
- 26 сентября — Джордж Рафт, американский актёр и танцор (умер в 1980 году).
- 28 сентября — Эд Салливан, американский журналист и телеведущий (умер в 1974 году).
- 16 ноября — Лев Свердлин, советский российский актёр, театральный режиссёр, педагог. Народный артист СССР (умер в 1969 году)
- 17 ноября — Иван Пырьев, советский кинорежиссёр и сценарист (умер в 1968 году).
- 22 ноября — Ли Патрик (англ. Lee Patrick), американская театральная и киноактриса (умерла в 1982 году).
- 29 ноября — Милдред Харрис, американская актриса (умерла в 1944 году).
- 4 декабря — Николай Симонов, советский актёр театра и кино, театральный режиссёр (умер в 1973 году).
- 5 декабря — Уолт Дисней, американский художник-мультипликатор, кинорежиссёр, актёр, сценарист и продюсер, основатель компании «Walt Disney Productions» (умер в 1966 году).
- 7 декабря — Трой Сандерс (англ. Troy Sanders), американский музыкант и композитор, работал в Голливуде (умер в 1959 году).
- 9 декабря — Кэрол Демпстер, американская актриса (умерла в 1991 году).
- 27 декабря — Марлен Дитрих, немецкая и американская актриса и певица (умерла в 1992 году).